# Englische Badmintonmeisterschaft 2016
Die Englische Badmintonmeisterschaft 2016  fand vom 5. bis zum 7. Februar 2016 in Derby statt.

## Medaillengewinner
| Disziplin    | Gold                          | Silber                       | Bronze                            |
| ------------ | ----------------------------- | ---------------------------- | --------------------------------- |
| Herreneinzel | Rajiv Ouseph                  | Alex Lane                    | Alex Marritt                      |
| Herreneinzel | Rajiv Ouseph                  | Alex Lane                    | Toby Penty                        |
| Dameneinzel  | Fontaine Chapman              | Chloe Birch                  | Nicola Cerfontyne                 |
| Dameneinzel  | Fontaine Chapman              | Chloe Birch                  | Atu Rosalina                      |
| Herrendoppel | Marcus Ellis Chris Langridge  | Peter Briggs Tom Wolfenden   | Chris Coles Andrew Ellis          |
| Herrendoppel | Marcus Ellis Chris Langridge  | Peter Briggs Tom Wolfenden   | Matthew Nottingham Harley Towler  |
| Damendoppel  | Heather Olver Lauren Smith    | Sophie Brown Kate Robertshaw | Jenny Moore Victoria Williams     |
| Damendoppel  | Heather Olver Lauren Smith    | Sophie Brown Kate Robertshaw | Chloe Birch Jenny Wallwork        |
| Mixed        | Chris Adcock Gabrielle Adcock | Chris Coles Sophie Brown     | Ben Lane Jessica Pugh             |
| Mixed        | Chris Adcock Gabrielle Adcock | Chris Coles Sophie Brown     | Matthew Nottingham Emily Westwood |

## Finalergebnisse
| Disziplin    | Sieger                        | Finalist                     | Ergebnis           |
| ------------ | ----------------------------- | ---------------------------- | ------------------ |
| Herreneinzel | Rajiv Ouseph                  | Alex Lane                    | 21-9, 21-10        |
| Dameneinzel  | Fontaine Chapman              | Chloe Birch                  | 21-15, 21-16       |
| Herrendoppel | Marcus Ellis Chris Langridge  | Peter Briggs Tom Wolfenden   | 21-15, 21-11       |
| Damendoppel  | Heather Olver Lauren Smith    | Sophie Brown Kate Robertshaw | 19-21, 21-18, 21-7 |
| Mixed        | Chris Adcock Gabrielle Adcock | Chris Coles Sophie Brown     | 21-11, 21-11       |

## Resultate

### Herreneinzel
|  | Viertelfinale | Viertelfinale | Viertelfinale | Viertelfinale | Viertelfinale |                |    | Halbfinale   | Halbfinale | Halbfinale | Halbfinale | Halbfinale |  |  | Final | Final | Final | Final | Final |
|  |               |               |               |               |               |                |    |              |            |            |            |            |  |  |       |       |       |       |       |
|  | 1             | Rajiv Ouseph  | 21            | 21            |               |                |    |              |            |            |            |            |  |  |       |       |       |       |       |
|  |               | Rohan Midha   | 12            | 13            |               |                |    |              |            |            |            |            |  |  |       |       |       |       |       |
|  | 1             | Rohan Midha   | 12            | 13            | Rajiv Ouseph  | 21             | 21 |              |            |            |            |            |  |  |       |       |       |       |       |
|  | 1             |               |               |               |               |                | 21 |              |            |            |            |            |  |  |       |       |       |       |       |
|  |               |               | Alex Marritt  | 7             | 12            |                |    |              |            |            |            |            |  |  |       |       |       |       |       |
|  |               | Rhys Walker   | Alex Marritt  | 7             | 12            | 17             | 15 |              |            |            |            |            |  |  |       |       |       |       |       |
|  |               |               |               |               |               | 17             | 15 |              |            |            |            |            |  |  |       |       |       |       |       |
|  |               | Alex Marritt  | 21            | 21            |               |                |    |              |            |            |            |            |  |  |       |       |       |       |       |
|  |               |               |               |               |               |                | 1  | Rajiv Ouseph | 21         | 21         |            |            |  |  |       |       |       |       |       |
|  |               |               | Alex Lane     | 10            | 9             |                |    |              |            |            |            |            |  |  |       |       |       |       |       |
|  |               | Alex Lane     | 21            | 21            |               |                |    |              |            |            |            |            |  |  |       |       |       |       |       |
|  |               | Henley Ngan   | 10            | 8             |               |                |    |              |            |            |            |            |  |  |       |       |       |       |       |
|  |               | Henley Ngan   | 10            | 8             | Alex Lane     | 21             | 21 |              |            |            |            |            |  |  |       |       |       |       |       |
|  |               |               |               |               |               | 21             | 21 |              |            |            |            |            |  |  |       |       |       |       |       |
|  |               | 2             | Toby Penty    | 9             | 14            |                |    |              |            |            |            |            |  |  |       |       |       |       |       |
|  |               | 2             | Toby Penty    | 9             | 14            | Darren Adamson | 15 | 4            |            |            |            |            |  |  |       |       |       |       |       |
|  |               |               |               |               |               | Darren Adamson | 15 | 4            |            |            |            |            |  |  |       |       |       |       |       |
|  | 2             | Toby Penty    | 21            | 21            |               |                |    |              |            |            |            |            |  |  |       |       |       |       |       |